# Праздничная марка
Пра́здничная ма́рка — почтовая марка выпускаемая в честь определённого праздника, нередко религиозного. Почтовые марки, связанные с тем или иным праздником, могут стать традицией в почтовых выпусках различных стран и служить для привлечения потребительского интереса к пользованию почтовыми услугами в предпраздничный и праздничный сезоны. Кроме того, выпуски праздничных марок могут специально предназначаться для коллекционеров, что используется некоторыми странами-эмитентами в спекулятивных целях.

## Отличие от стандартных и коммеморативных марок
По определению, принятому филателистами США, праздничные марки называются специальными (англ. special stamps) и занимают как бы промежуточное положение между стандартными и коммеморативными выпусками. Как известно, стандартные марки являются обычными выпусками почтовых марок, тираж которых очень большой и предназначен для покрытия ежедневных почтовых нужд; по мере необходимости стандартные марки могут допечатываться. Коммеморативные марки посвящены какому-либо событию или лицу, печатаются небольшими тиражами и имеют ограниченное время обращения. Специальные (праздничные) марки, как и коммеморативные, посвящены определённому, праздничному, событию, но в то же время, как и стандартные марки, могут иметь весьма большие тиражи, использоваться в почтовом обращении чаще и более продолжительный период, чем коммеморативные, и даже переиздаваться при изменении действующего почтового тарифа.

## Христианские праздники на марках
Наибольшую тематическую группу современных праздничных марок составляют марки, издаваемые по случаю христианских праздников. Праздники, отмечаемые в христианском мире, широко представлены на почтовых марках различных стран. К ним относятся выпуски, приуроченные как к великим праздникам — в первую очередь, Рождества и Пасхи, — так и к дням почитаний отдельных святых, например, святого Патрика и святого Николая. Некоторые из этих праздников приобрели в последнее время более светское содержание; примером такого изменения является День святого Валентина, что нашло отражение в сюжетах марок, выходящих в связи с этим праздником.

### Рождественские марки
Марки, предназначенные для использования на рождественских праздничных почтовых отправлениях, выпускают очень многие страны: Австралия, Австрия, Белоруссия, Бразилия, Великобритания, Венгрия, Гаити, Германия, Испания, Канада, Республика Корея, Куба, Лихтенштейн, Люксембург, Нидерланды, Палестина, Россия, США, Украина, Фарерские острова, Швейцария и другие.

### Пасхальные марки
Ряд стран выпускает марки в честь Пасхи, великого христианского праздника, среди них — Австрия, Венгрия, Польша, Словакия, Украина, Финляндия и другие.

### Марки в честь Дня Святого Валентина
Некоторые страны выпускают марки, посвящённые Дню Святого Валентина, также известному как День влюблённых, среди них — Австралия, Бельгия, Великобритания, Дания, Джерси, Ирландия, Корея, Мексика, Норвегия, Словения, США, Финляндия, Франция, Украина, Швеция и другие. Количество этих стран с каждым годом продолжает увеличиваться, что свидетельствует о растущей популярности марок на эту тему.
Коллекционеры также стараются собирать конверты, отправленные из городов с романтическими названиями. Наверное, наиболее известным городом, откуда на День святого Валентина ежегодно рассылается более 200 тысяч почтовых отправлений, является Ловленд (англ. Loveland — «страна любви») в штате Колорадо.

#### Выпуски Ирландии
В 1985 году ирландская почта выпустила первую пару «любовных» марок для использования на валентинках — поздравительных открытках в честь Дня Святого Валентина. На одной марке (22 пенса) изображены облака и воздушный шарик; на другой (26 пенсов) — сердечки и цветы. Каждый год выпускаются новые марки.

#### Выпуски США
Почтовая служба США ежегодно, начиная с 1973 года, выпускает марки в честь Дня влюблённых. Первая марка номиналом в 8 центов (Sc #1475) была отпечатана тиражом 320 млн штук. Её дизайн разработан художником поп-арта Робертом Индианой.

## Мусульманские праздники на марках
Марки, посвящённые этим праздникам, выпускаются Пакистаном и другими мусульманскими странами. Из немусульманских стран следует отметить США, где также в 2000-е годы стали издаваться подобные марки.

### Выпуски США
Впервые почтовая служба США выпустила праздничную марку достинством в 34 цента (Sc #3532) в ознаменование ежегодного съезда Исламского общества Северной Америки, проходившего 1 сентября 2001 года в Дес-Плейнс (штат Иллинойс). Дизайн марки включал в себя золотую арабскую каллиграфию на лазурном фоне и символизировал два самых важных мусульманских праздника: Ид аль-Фитр (Eid ul-Fitr, знаменующий окончание месячного поста Рамадана), и Ид аль-Адха (Eid al-Adha, день окончания паломничества в Мекку). Во время этих праздников мусульмане желают друг другу: «Ид мубарак!» («Eid mubarak»), что дословно означает «Счастливого праздника!» и может быть перефразировано так: «Да будет благословен твой религиозный праздник». Именно эта фраза, относящаяся к обоим праздникам, размещена на марке, что позволяет использовать марку два раза в году — во время празднований Ид аль-Фитр и Ид аль-Адха. Дизайн марки был выполнен исламским каллиграфом Мохамедом Закарией и повторялся при издании аналогичных марок, но с увеличивающимся номиналом, в последующие годы:
- 2002 — 37 центов (Sc #3674)
- 2006 — 39 центов (Sc #4117)
- 2007 — 41 цент (Sc #4202)

## Иудейские праздники на марках

### Ханука
Ханука (Hanukkah) празднуется в память о мятеже Иуды Маккавея против правительства Антиоха IV (165 до н. э.). По случаю этого праздника Соединенные Штаты Америки и Израиль совместно выпустили 22 октября 1996 года почтовую марку, на которой была изображена разноцветная ханукия (особый светильник, в который вставляют восемь свечей, зажигаемых в течение восьми дней Хануки). Дизайн совместной марки был создан американской художницей Ханной Смотрич (Hannah Smotrich), выпускницей Йельской школы искусств. Тираж американской 32-центовой самоклеящейся марки (Sc #3118) составил 103,5 млн экземпляров. Обе страны подготовили конверты первого дня, а Израилем был также выпущен почтовый блок, на котором были помещены обе марки. Особенностью израильской марки было то, что она стала первой самоклеящейся маркой Израиля.
В дальнейшем самоклеящаяся марка с изображением ханукии переиздавалась в США ещё три раза в связи с повышением почтового тарифа:
- 1999 — 33 цента (Sc #3352)
- 2001 — 34 цента (Sc #3547)
- 2002 — 37 центов (Sc #3672)

В 2004 году в США была выпущена новая 37-центовая марка в честь Хануки (Sc #3880), на которой была приведена фотография дрейдла (четырёхсторонней игрушки-волчка) на фоне слова «Ханука». Дрейдл, попавший на фотографию, был приобретён в Иерусалиме американской парой. Впервые марка появилась в обращении 15 октября 2004 года в Нью-Йорке и дважды переиздавалась в новых номиналах:
- 2006 — 39 центов (Sc #4118)
- 2007 — 41 цент (Sc #4219)

На 24 октября 2008 года запланирован выход 42-центовой американской марки, посвящённой Хануке.

### Рош Ха-Шана
Израиль ежегодно выпускает серии почтовых марок в ознаменование религиозного праздника Рош Ха-Шана (Rosh Hashanah) — еврейского Нового года. Первые праздничные марки Израиля по случаю Рош Ха-Шана появились 26 сентября 1948 года и были нарисованы дизайнером Отте Уоллишем. На них были изображены печати «Ламелех» (LMLK seals), оттиснутые на кувшинах времён царя Езекии (около 700 до н. э.).
На марках в честь Рош Ха-Шана часто изображаются светские и патриотические мотивы, такие как хлеб, вино, оливки, солдаты, киббуцники, израильские танцы и национальная библиотека (серия 1992 года). На многих сериях присутствуют религиозные мотивы, например, завеса для синагогального ковчега (1999), истории из Танаха (1994), приглашение ушпизин (ushpizin) во время Праздника кущей (1997), события еврейского жизненного цикла (1995) и предписания Мишны с изображением Незикина (2006).

## Светские праздники
Почтовые марки многих стран посвящены праздникам, имеющим нерелигиозный, светский, характер. Некоторые из этих праздников могут быть национальными и отмечаться в одной стране, другие — в двух и более странах (например, День благодарения в США и Канаде), третьи — в международном масштабе.

### Новогодние марки
В некоторых странах, например, в Дании, Парагвае, Японии и СССР, существует давняя традиция выпуска новогодних марок. Помимо этого, в ряде государств выходят почтовые марки в честь Нового года по китайскому календарю.

### Кваанза
Кваанза (Kwanzaa) — нерелигиозный афроамериканский праздник, длящийся с 26 декабря по 1 января и синтезирущий традиции африканского праздника «первых фруктов». Первая марка, выпущенная к этому празднику Почтовой службой США 22 октября 1997 года, имела номинал в 32 цента (Sc #3175); было отпечатано 133 млн экземпляров этой миниатюры. Рисунок для неё был создан художницей-самоучкой Синтией Сент-Джеймс (Synthia Saint James). Впоследствии эта марка переоценивались трижды: номинал повышался до 33, 34 и 37 центов в 1999, 2001 и 2002 годах, соответственно (Sc #3368, 3548, 3673).
Марка в честь Кваанза с новым сюжетом, по рисунку афроамериканского художника Дэниела Минтера, была выпущена в обращение 16 октября 2004 года (Sc #3881). Она была самоклеящаяся, имела номинал в 37 центов и выдержала два переиздания:
- 2006 — 39 центов (Sc #4119)
- 2007 — 41 цент (Sc #4220)

24 октября 2008 года вышла в свет новая 42-центовая праздничная марка «Кваанза».
Почтовая служба США старается одновременно выпускать марки к праздникам, выпадающим на окончание одного календарного года и начало следующего. Так, ближе к концу 1999 года практически одна за одной появились почтовые марки к Хануке (Sc #3352), Рождеству (Sc #3355—3367), Кваанза (Sc #3368) и Новому году (Sc #3369), а последовавшая за ними первая марка 2000 года была посвящена китайскому Новому году (Sc #3370). В 2001 году были последовательно выпущены марки к исламским праздникам (Sc #3532), Рождеству (Sc #3536—3544), Дню благодарения (Sc #3346), Хануке (Sc #3547) и Кваанза (Sc #3548), а также «любовная» марка (Sc #3551). В 2002 году снова вышли подряд миниатюры по случаю Хануки (Sc #3672), Кваанза (Sc #3673), мусульманских праздников (Sc #3674) и Рождества (Sc #3675—3691). История повторилась в 2004 году, когда были выпущены марки в связи с Рождеством (Sc #3879, 3883—3894), Ханукой (Sc #3880) и Кваанза (Sc #3881), вслед за которыми первым в 2005 году вышел в свет двусторонний марочный буклет «Китайский Новый год» с изображениями всех животных китайского двенадцатеричного цикла (Sc #3895). В 2006 году появились друг за другом рождественские марки (Sc #4100—4116) и миниатюры в честь праздников ислама (Sc #4117), Хануки (Sc #4118) и Кваанза (Sc #4119). И, наконец, в 2007 году почтовики США с разницей в один день выпустили марки, посвящённые Рождеству (Sc #4206—4218), Хануке (Sc #4219) и Кваанза (Sc #4220).

### Марки, посвящённые дням независимости
Многие государства выпускают марки в ознаменование своих дней независимости или дней республики.
Так, в Индии, празднующей свой День независимости 15 августа, первые три марки были выпущены по этому случаю в 1947 году. В 1950 году в этой стране вышли первые четыре марки в честь Дня республики (26 января).
В Пакистане День независимости (Yaum e Azadi) отмечается 14 августа, на день раньше, чем в соседней Индии. Первые пакистанские марки, посвящённые этому празднику, были отпечатаны способом глубокой печати.

#### Марки в честь Пятого мая
Пятого мая (исп. Cinco de mayo) отмечается победа мексиканских войск над французской армией в битве при городе Пуэбла, которая случилась в этот день в 1862 году. В 1998 году почтовыми ведомствами США и Мексики был предпринят совместный выпуск марок, посвящённый этому мексиканскому празднику (иногда его также называют Днём независимости Мексики). При этом Мексика выпустила одну марку, а США свою 32-центовую марку 1998 года (Sc #3203) переиздали ещё раз через год в виде 33-центовой миниатюры (Sc #3309).

### Советские праздники

#### Официальные праздники
В бывшем Советском Союзе, а также социалистических странах и государствах социалистической ориентации выходили почтовые миниатюры в честь праздников, установленных Советской властью. К ним относились праздники:
- общегосударственные — день очередной годовщины Великой Октябрьской социалистической революции (7 ноября), День международной солидарности трудящихся (1 мая), День Победы (9 мая), Международный женский день (8 марта), День Советской Армии и Военно-морского флота (23 февраля), День памяти В. И. Ленина (22 апреля) и некоторые другие;
- профессиональные (День строителя, День шахтёра и другие).

Праздничные почтовые марки несли идеологическую нагрузку и были частью пропаганды социалистического строя и социалистического образа жизни.
После распада СССР и социалистической системы некоторые из этих праздников были отменены или переименованы. При этом традиция выпуска праздничных марок в ряде случаев продолжена.
- РСФСР (1922): 5-летие Октябрьской революции (ЦФА [АО «Марка»] № 54)
- СССР (1938): 20 лет РККА (День Красной армии) (ЦФА [АО «Марка»] № 594)
- СССР (1939): надпечатка
«18 августа / День авиации СССР» (ЦФА [АО «Марка»] № 686)
- СССР (1957, почтовый блок): 40 лет Великого Октября (ЦФА [АО «Марка»] № 2075)
- СССР (1964): 94-летие со дня рождения Ленина (ЦФА [АО «Марка»] #3026; Sc #2890)
- СССР (1965): День космонавтики (ЦФА [АО «Марка»] № 3187)
- СССР (1967): 50 лет Октябрьской революции (ЦФА [АО «Марка»] № 3550)
- СССР (1968): 50 лет Советским Вооружённым силам (ЦФА [АО «Марка»] № 3609)
- СССР (1970): День космонавтики (ЦФА [АО «Марка»] № 3878)
- СССР (1971): День космонавтики (ЦФА [АО «Марка»] № 3993)
- СССР (1971): 22 апреля — день рождения Ленина (ЦФА [АО «Марка»] № 3996)
- СССР (1971): 54-я годовщина Октября (ЦФА [АО «Марка»] № 4061)
- СССР (1972): День шахтёра (ЦФА [АО «Марка»] № 4155)
- СССР (1985, почтовый блок): 40 лет Победы советского народа в Великой Отечественной войне (ЦФА [АО «Марка»] № 5622)
- СССР (1988): День международной солидарности трудящихся
1 Мая (ЦФА [АО «Марка»] № 5926)
- СССР (1988): «С праздником Октября!» (ЦФА [АО «Марка»] № 5992)
- СССР (1989, почтовый блок): 100-летие Первомая (ЦФА [АО «Марка»] № 6059)
- СССР (1989): «С праздником Победы!» (ЦФА [АО «Марка»] № 6060)
- Россия (1992): «С праздником Победы!» (ЦФА [АО «Марка»] № 8)
- Россия (1995, марочный лист): 50 лет Победы в Великой Отечественной войне (ЦФА [АО «Марка»] № 214)
- Россия (2000, марочный лист): 55 лет Победы в Великой Отечественной войне (ЦФА [АО «Марка»] № 574—578)
- Украина (2005): 60 лет Победы (Mi #710)
- Украина (2005): художественный конверт с оригинальной маркой (№ OMK126[6]) к 60-летию Дня Победы

#### Народные праздники
Народным и национальным праздникам, в том числе религиозного значения, на марках советского времени было уделено значительно меньше внимания, и наиболее заметным выпуском стала серия 1991 года из 15 марок — по числу союзных республик (ЦФА [АО «Марка»] № 6352—6366).
- Серия почтовых марок СССР «Народные праздники» (1991)
- Масленица в России (ЦФА [АО «Марка»] № 6352)
- Рождество на Украине (ЦФА [АО «Марка»] № 6353)
- Иван Купала в Белоруссии (ЦФА [АО «Марка»] № 6354)
- Лола-байрам в Узбекистане (ЦФА [АО «Марка»] № 6355)
- Кокпар в Казахстане (ЦФА [АО «Марка»] № 6356)
- Берикаоба в Грузии (ЦФА [АО «Марка»] № 6357)
- Новруз в Азербайджане (ЦФА [АО «Марка»] № 6358)
- Вербное воскресение в Литве (ЦФА [АО «Марка»] № 6359)
- Плугушорул в Молдове (ЦФА [АО «Марка»] № 6360)
- Праздник Лиго в Латвии (ЦФА [АО «Марка»] № 6361)
- Кыз куумай в Киргизии (ЦФА [АО «Марка»] № 6362)
- Новруз в Таджикистане (ЦФА [АО «Марка»] № 6363)
- Амбарцум в Армении (ЦФА [АО «Марка»] № 6364)
- Хасыл тойы в Туркменистане (ЦФА [АО «Марка»] № 6365)
- Новый год в Эстонии (ЦФА [АО «Марка»] № 6366)

Тематика народных праздников стала более заметной на почтовых выпусках постсоветских государств.

## Личные праздники
23 сентября 2008 года почтовое ведомство Австралии выпустило серию из 10 марок «На каждый случай» (англ. «For Every Occasion»), которые можно использовать по случаю личных праздников. Две марки в этой серии содержат надпись «Wedding» («Свадьба») и непосредственно посвящены свадебному событию. Подобные марки последнее время выходят в ряде других стран.
- Почтовые марки некоторых стран для поздравлений с личными праздниками
- Украина (2007): «Желаем счастья!» (Mi #843)
- Украина (2008): поздравительная (Mi #940)
- Казахстан (2008): «Поздравляем!» (№ 490)